# ラインハルト・シェア
ラインハルト・シェア（ドイツ語: Reinhard Scheer、1863年9月30日 - 1928年11月26日。姓はシェーアとも表記される）は、ドイツ帝国の海軍軍人。ユトランド沖海戦におけるドイツ大洋艦隊 (Hochseeflotte) を率いた。

## 生涯
1863年9月30日、シェアはドイツのオーベルンキルヒェンで生まれた。1879年、海軍に入隊した。1905年に大佐に昇進、1910年に少将に昇進した。シェアはその謹厳な態度から海軍内で「鉄仮面」とあだ名されていた。
1914年、第一次世界大戦が勃発、この時シェアは第二戦隊司令官の職にあった。1916年1月、シェアはフーゴー・フォン・ポール大将の後任としてドイツ大洋艦隊司令官に就任した。2月、ドイツ軍はヴェルダン攻勢を開始、大洋艦隊に海上支援の命令が下った。5月、シェアは大洋艦隊を出撃させた。5月31日、大洋艦隊はジョン・ジェリコー大将率いるイギリス大艦隊と交戦、ユトランド沖海戦が生起した。ドイツ海軍は数的劣勢であり大きな損害を被ったが、シェアはイギリス海軍にそれを若干上回る損害を与えた。しかし、これ以降ドイツ大洋艦隊が積極攻勢に出ることはなかった。
1918年8月、シェアは解任され、フランツ・フォン・ヒッパーが後任の大洋艦隊司令官となった。同年10月、キール軍港で水兵反乱が起きた。反乱はドイツ革命へと発展し、ヴィルヘルム2世が退位して第一次世界大戦は終結した。12月、シェアは退役した。
1928年、ユトランド沖海戦で戦ったジェリコーがシェアをイギリスへ招待した。しかし、シェアは出発前の11月26日にマルクトレドヴィッツで亡くなった。遺体はヴァイマルに運ばれて埋葬された。
なお、第二次世界大戦期のドイッチュラント級装甲艦2番艦アドミラル・シェーア、西ドイツ海軍の138型教育フリゲート、シェーア（旧英海軍改ブラックスワン級スループ「ハート」）の艦名は当人にちなむ。

## 著作
- シェア『大戦中ノ独大海艦隊』海軍司令部摘訳（水交社、1922年）